# Лазарева, Александра Назаровна
Александра Назаровна Лазарева (в замужестве — Агакова; 5 мая 1917, Верхний Томлай — 24 ноября 1978, Чебоксары) — чувашская писательница.

## Биография
Родилась 5 мая 1917 года в деревне Верхний Томлай Моргаушского района Чувашской Республики. В 1933 году, после учёбы в Анат-Кинярской школе колхозной молодежи, она поступила в Балашовский авиационный техникум (1933—1936). После окончания техникума работала в Батайской школе пилотов (1936—1939), где в то время организовалась первая женская эскадрилья. Однако по состоянию здоровья оставила авиацию. В 1939 году переехала в Чебоксары; проходила обучение на курсах молодых писателей национальных республик, организованных правлением Союза писателей СССР (1939). В 1940 году работала литературным сотрудником редакции журнала «По ленинскому пути». В годы Великой Отечественной войны — редактором и диктором литературно-художественного вещания Комитета радиоинформации при Совнаркоме Чувашской АССР (1941—1945). С 1945 года занималась только литературной деятельностью. В 1960 году принята в члены Союза писателей СССР.
Началом литературной деятельности Александры Лазаревой считается 1938 год, когда в майском журнале «Сунтал» был напечатан рассказ «Осуществленная мечта» (1938). В этом же году был опубликован рассказ о буднях летчиков «В воздухе». Ещё через год — рассказы «Вторая встреча» (1939), «Счастливый полет» (1939), «Цветок в степи» (1939). Первая книга Александры Лазаревой «СавăнăÇ» (Радость) вышла в 1955 году, вторая — «Чипер Анна» (Красавица Анна) — в 1956.
Большую популярность писательнице принес рассказ «Первая любовь» (1940). Не менее известен рассказ «Белое платье».
В 1967 году была избрана членом правления Союза писателей Чувашии. В этом же году за заслуги в развитии чувашской литературы была награждена Почетной грамотой Президиума Верховного Совета Чувашской АССР. В 1974 году, в связи с 50-летием журнала «Ялав», была награждена почетной грамотой Чувашского обкома КПСС и Совета Министров Чувашской АССР. Награждена медалью «За доблестный труд в Великой Отечественной войне 1941—1945 гг.»
Умерла 24 ноября 1978 года в Чебоксарах.